# چال فخره
چالفخره (ساوه)، روستایی از توابع بخش نوبران شهرستان ساوه در استان مرکزی ایران است.
این روستا مشرف به روستاهای حمیدیه (خان آباد)، خانقاه و یاتان است. امامزاده فخر جهان در غرب بخش قدیمی روستا قرار دارد. اقدامات عمرانی در این روستا با همت اهالی و شورای اسلامی روستا ادامه دارد.

## جمعیت
این روستا در دهستان کوهپایه قرار دارد و براساس سرشماری مرکز آمار ایران در سال ۱۳۹۰، جمعیت آن ۲۴۳ نفر (۴۷خانوار) بوده است.